# Julio Ronconi
Julio Ronconi (Rio Negrinho, 22 de dezembro de 1977) é um político brasileiro.
Filho de Paulo Gonçali Ronconi e de Norma Helena Beckert.
Nas eleições de 2014, foi candidato a deputado estadual à Assembleia Legislativa de Santa Catarina, obtendo 10.587 votos e ficando na primeira suplência de seu partido. Convocado em outubro de 2015, participou da 18ª Legislatura (2015-2019), por 60 dias, na vaga de Patrício Destro e, por igual período, substituiu Claiton Salvaro Brolessi, a partir de julho de 2016.
Nas eleições municipais de 2016, pelo PSB, concorreu a prefeito de Rio Negrinho, sendo eleito com 13.812 votos.